# طلسم مرگبار را اجرا کن
طلسم مرگبار را اجرا کن (انگلیسی: Cast a Deadly Spell) یک فیلم تلویزیونی کمدی کارآگاهی با بازی فرد وارد، جولین مور، دیوید وارنر و کلنسی براون است. کارگردانی آن بر عهده مارتین کمبل بود و جوزف دوگرتی نویسندهٔ آن بود. موسیقی این فیلم توسط کرت سوبل ساخته شده است.
دنباله‌ای با عنوان شکار جادوگر در سال ۱۹۹۴ منتشر شد و دنیس هاپر نقش متعلق به وارد یعنی هری فیلیپس لاوکرافت را بازی کرد. نام شخصیت و همچنین تعدادی از عناصر داستانی به کار نویسنده داستانی ادبیات شگرف، اچ. پی. لاوکرفت، اشاره دارد.